# Ventotene-manifestet
Ventotene-manifestet  (Manifesto di Ventotene ), er  et manifest, som blev skrevet og udarbejdet af italienerne Altiero Spinelli og  Ernesto Rossi medens de var fanger på den italienske ø, Ventotene under anden verdenskrig.
Manifestet blev færdigskrevet i  juni 1941 og blev omdelt i den italienske frihedsbevægelse og  blev senere inspiration  og ideologisk grundlag for den italienske aktivistbevægelse Movimento Federalista Europeo (MFE).
Hovedbudskabet i manifestet er en opfordring til at oprette et tæt samarbejde mellem de europæiske lande, for på denne måde at undgå fremtidige krige landene imellem.

## Ekstern henvisning
- Ventotene-manifestet  (engelsk)